# Șainohî, Radehiv
Șainohî (în ucraineană Шайноги) este un sat în comuna Vuzlove din raionul Radehiv, regiunea Liov, Ucraina.

## Demografie
Componența lingvistică a localității Șainohî
     Ucraineană (100%)
Conform recensământului din 2001, toată populația localității Șainohî era vorbitoare de ucraineană (100%).